# Muttersterben
Muttersterben ist ein Prosatext, für den der Schriftsteller Michael Lentz 2001 mit dem Ingeborg-Bachmann-Preis ausgezeichnet wurde. Er erschien 2002 in einem gleichnamigen Band im S. Fischer Verlag mit weiteren Texten.

## Inhalt
Der Text handelt von einer biografischen Grenzsituation: dem Tod der eigenen Mutter. Der Ich-Erzähler begibt sich gedanklich in die Vergangenheit: welche Veränderungen er an der lange an einer Krankheit leidenden Frau wahrgenommen hat und wie sich durch diese Veränderungen und Krankheit auch die Mutter-Sohn-Beziehung veränderte.

## Bedeutung
Die Bachmann-Jury sprach bei dem Text von einer einzigartigen Verbindung von „Empfindung und Sprachartistik“. Die mit der laut Jury diskreten und dennoch genauen Schilderung dringe Lentz in eine existenzielle Seelenlage vor, die sprachlich schwer zu fassen sei.
Zusammen mit dem Komponisten Josef Anton Riedl schuf Lentz auch eine „radiophone Fassung“ seines ausgezeichneten Textes, die 2002 im BR urgesendet wurde.
Lesung und Hörstück wurden als Hörbuch veröffentlicht.